# Tankista Praha (lední hokej)
Tankista Praha byl československý vojenský klub ledního hokeje, který sídlil v Praze. Mezi lety 1953 až 1956 působil v nejvyšší československé hokejové lize. Největším úspěchem klubu, který existoval pouhé tři sezony, bylo druhé místo ze sezony 1954/55.

## Historie
Klub vznikl roku 1953 jako hokejový oddíl pozemního vojska a byl okamžitě spolu s oddílem vojsk ministerstva vnitra Rudou hvězdou Brno přímo nasazen do nejvyšší soutěže (z tohoto důvodu se v sezoně 1952/53 nehrála kvalifikace o postup do nejvyšší soutěže).
Ve své poslední sezoně 1955/56 hrálo mužstvo Tankisty Praha své domácí zápasy v Olomouci, která po rozpuštění jiného vojenského mužstva Křídla vlasti Olomouc pro tento ročník přišla o vlastní tým.
Po sezoně 1955/56 byl klub po reorganizaci armádního sportu sloučen s jiným vojenským klubem ÚDA Praha, aby mohl vzniknout nový vojenský klub ASD Dukla Olomouc, který byl po zúžení soutěže z 16 na 14 účastníků zařazen do druhé ligy, ze které hned pro příští sezonu postoupil. Olomoucká Dukla ovšem své domácí zápasy hrála v Jihlavě, kam se pro svou první prvoligovou sezonu přesunula natrvalo, čímž vznikl později nejúspěšnější klub československé hokejové historie Dukla Jihlava.

## Přehled ligové účasti
Stručný přehled
Zdroj: 
- 1953–1956: 1. liga – sk. A (1. ligová úroveň v Československu)

Jednotlivé ročníky
Zdroj: 
Legenda: ZČ - základní část, červené podbarvení - sestup, zelené podbarvení - postup, fialové podbarvení - reorganizace, změna skupiny či soutěže
| Československo (1953 – 1956) |                 |           |          |                                       |          |
| Sezóny                       | Soutěž          | Úroveň    | ZČ       | Play-off, nadstavba, sk. o udržení... | Poznámky |
| 1953/54                      | 1. liga – sk. A | 1. úroveň | 5. místo |                                       |          |
| 1954/55                      | 1. liga – sk. A | 1. úroveň | 2. místo | Finálová skupina (2. místo)           |          |
| 1955/56                      | 1. liga – sk. A | 1. úroveň | 3. místo |                                       |          |